# Acido angelico
L'acido angelico è un acido carbossilico presente soprattutto in piante della famiglia delle Apiaceae. L'acido angelico venne isolato dal farmacista tedesco Ludwig Andreas Buchner (1813-1897) nel 1842 dalle radici della pianta da giardino angelica (Angelica archangelica).